# Línea R11
La línea R11 de Rodalies de Catalunya, casualmente denominada línea 33 por Renfe Operadora y anteriormente línea  Ca2, es una línea de ferrocarril que realiza servicios regionales y de media distancia entre Barcelona y Cerbère (Francia) por Granollers, discurre por la Línea Barcelona-Granollers-Girona-Portbou/Cerbère. Es una de las 11 líneas de media distancia en Cataluña y es operada por Renfe Operadora con trenes de la serie 447 (servicios regionales) y 449 (servicios de media distancia), anteriormente operada con trenes de la serie 470 y 448 que realizaban servicios de Catalunya Exprés.

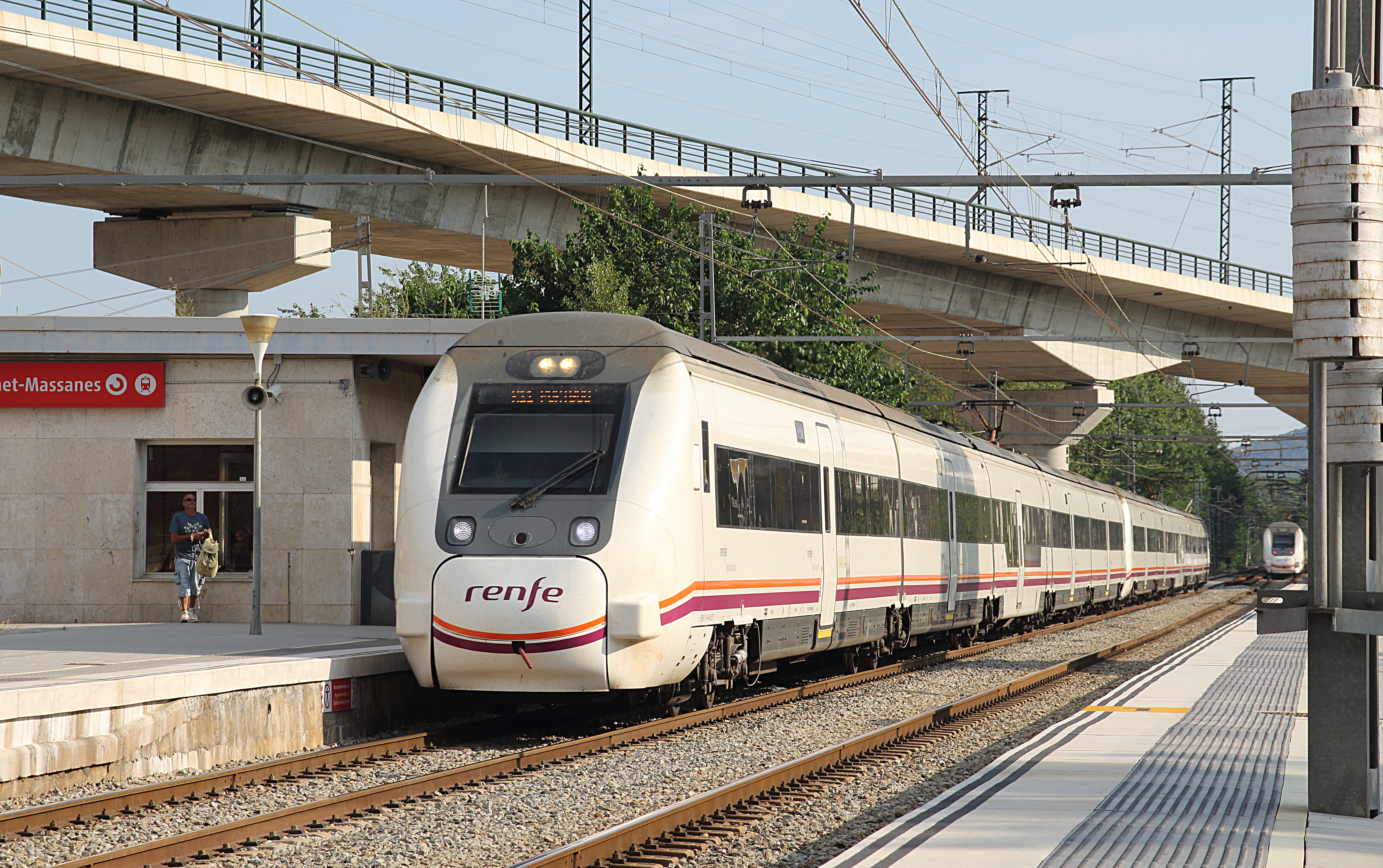
Tren de la serie 449 realizando un Media Distancia, entrando a la estación de Massanet-Massanas.

La línea de Barcelona a Portbou por Granollers es la línea internacional de Cataluña por excelencia. Comunica Barcelona, Gerona y Figueras con el departamento francés de Pirineos Orientales y el resto de Europa, a través de la depresión prelitoral. El primer tramo de línea entre Barcelona y Granollers inauguró en el año 1854. Seis años más tarde, prolongaba su trazado hasta Massanet-Massanas, para llegar a Gerona en el año 1862. El tren llegó a Figueras en 1877 y finalmente en 1878 a Portbou y Cerbère, donde enlazaba con la red de vía de ancho internacional europeo.
La línea transcurre íntegramente por la línea Barcelona-Portbou excepto en su paso soterrado por Barcelona que sale de la estación de Barcelona Sants a través del "túnel d'Aragó ", luego sale de Barcelona a través del valle del río Besós y Congost se dirige hacia Granollers. A partir de esta ciudad el trazado sigue por la depresión prelitoral, pasando por la falda del Montseny en San Celoni. La línea sigue hacia el norte ya la estación de Massanet-Massanas se une con la línea de Mataró, para seguir hacia Gerona, ciudad por la que pasa mediante un largo viaducto elevado, aunque muy pronto se prevé soterrar la línea en toda la zona urbana. Los trenes siguen por los terrenos favorables del Bajo y el Alto Ampurdán hasta llegar a Figueras. A partir de Figueras la línea va a encontrar la costa, donde hay uno de los tramos más espectaculares, para cruzar los Pirineos y llegar a Francia, a la Portbou y Cerbère, dos grandes estaciones internacionales con mucho movimiento ferroviario. La línea soporta un tráfico de trenes muy diverso. Entre Barcelona y San Celoni hay un alto tráfico de convoyes de cercanías, que disminuye en el tramo hasta Massanet. En toda la línea encontramos circulación intensa sobre todo de trenes de media distancia, y también bastantes de largo recorrido y mercancías. La línea está electrificada y es de doble vía en toda su traza.
En la estación de Portbou hay un cambiador de ancho ibérico a internacional y viceversa (sistema Talgo). 